# Цагвери (станция)
Цагвери (груз. წაღვერი)— станция узкоколейной железной дороги Боржоми — Бакуриани. Станция основана в 1901 году, расположена в одноимённом курортном посёлке Цагвери Боржомского муниципалитета.
На станции имеется здание вокзала с залом ожидания. Количество путей на станции — 2, оба электрифицированы. Разводные стрелки на станции ручные, платформа станции низкая. Также рядом со станцией есть небольшое грузовое депо, где отстаивается тепловоз ТУ7. Недалеко от станции на участке Цагвери — Цеми находится железнодорожный мост, спроектированный инженерной фирмой Гюстава Эйфеля и построенный в 1902 году при участии инженера Виссариона Кебурия.
По состоянию на 2012 года на станции останавливаются пассажирские поезда Боржоми — Бакуриани и Бакуриани — Боржоми.

## Упоминания в искусстве
Часть сцен из фильма Георгия Данелии «Не горюй!», где поручик Ишхнели и Мери Цинцадзе сбегают из города и садятся на поезд до Тифлиса, сняты на станции Цагвери. Также в здании вокзала были отсняты сцены ссоры между князем Вахвари и поручиком Ишхнели, а также гибели последнего после дуэли с князем.